# Ґеорґ Вестлінґ
Ґеорґ Вестлінґ (фін. Georg Westling, 24 серпня 1879 — 14 листопада 1930) — фінський яхтсмен.
Бронзовий призер Олімпійських Ігор 1912 року в класі 8 метрів.